# Antybolszewickie Centrum Ruchu Wyzwoleńczego Narodów Rosji
Antybolszewickie Centrum Ruchu Wyzwoleńczego Narodów Rosji (ros. Антибольшевистский центр освободительного движения народов России) – emigracyjna antykomunistyczna organizacja rosyjska po zakończeniu II wojny światowej
Centrum zostało utworzone w poł. 1948 r. jako niepolityczna platforma współpracy emigracyjnych organizacji rosyjskich, nazwiązujących do idei Rosyjskiego Ruchu Wyzwoleńczego gen. Andrieja A. Własowa z okresu II wojny światowej. Nawiązywało do Manifestu praskiego Komitetu Wyzwolenia Narodów Rosji z 14 listopada 1944 r. W jego ramach miały współdziałać takie organizacje, jak Związek Walki o Wyzwolenie Narodów Rosji, czy Związek Bojowników Ruchu Wyzwoleńczego. Za główne cele swojej działalności Centrum głosiło: opracowanie ideologicznych, politycznych i taktycznych podstaw ruchu wyzwoleńczego, propagowanie idei ruchu wyzwoleńczego i jego zadań w walce z komunizmem, organizacja sił ruchu wyzwoleńczego i doprowadzenie do ich gotowości bojowej. Czołowymi działaczami Centrum byli J. A. Piśmiennyj, N. Mielnikow, A. Michajłowski, W. Janowski, J. K. von Mejer. Organem prasowym stał się "Бюллетень АЦОДНР". Niechęć do współpracy różnych organizacji i różnice między nimi doprowadziły jednak do szybkiego rozpadu Centrum.